# Lamerton
Lamerton – wieś i civil parish w Anglii, w Devon, w dystrykcie West Devon. W 2011  liczyła 859 mieszkańców. Lamerton jest wspomniana w Domesday Book (1086) jako Lanbretone/Lanbretona.